# Ciutat Badalona
El Ciutat Badalona és un veler de fusta, tipus quetx, de dos pals amb veles de tallant, amb port base a Badalona. Actua com a vaixell escola per a la formació i la difusió d'oficis del mar; també participa en regates de velers d'altura del Mediterrani. És gestionat i mantingut per voluntaris mitjançant l'Associació d'Amics del Quetx Ciutat Badalona.
Fou construït i avarat amb el nom de Marie el 1929 a Faaborg (Dinamarca) i es va dedicar al comerç pel Bàltic fins al 1966. Des de llavors i fins al 2006, amb el nom de Johanne Regina, va navegar arreu del món com a vaixell de plaer sota diversos propietaris. Finalment, el 2006 va ser comprat per l'Ajuntament de Badalona, a través de la societat Marina Badalona, i va establir la seva base en el port d'aquesta ciutat.

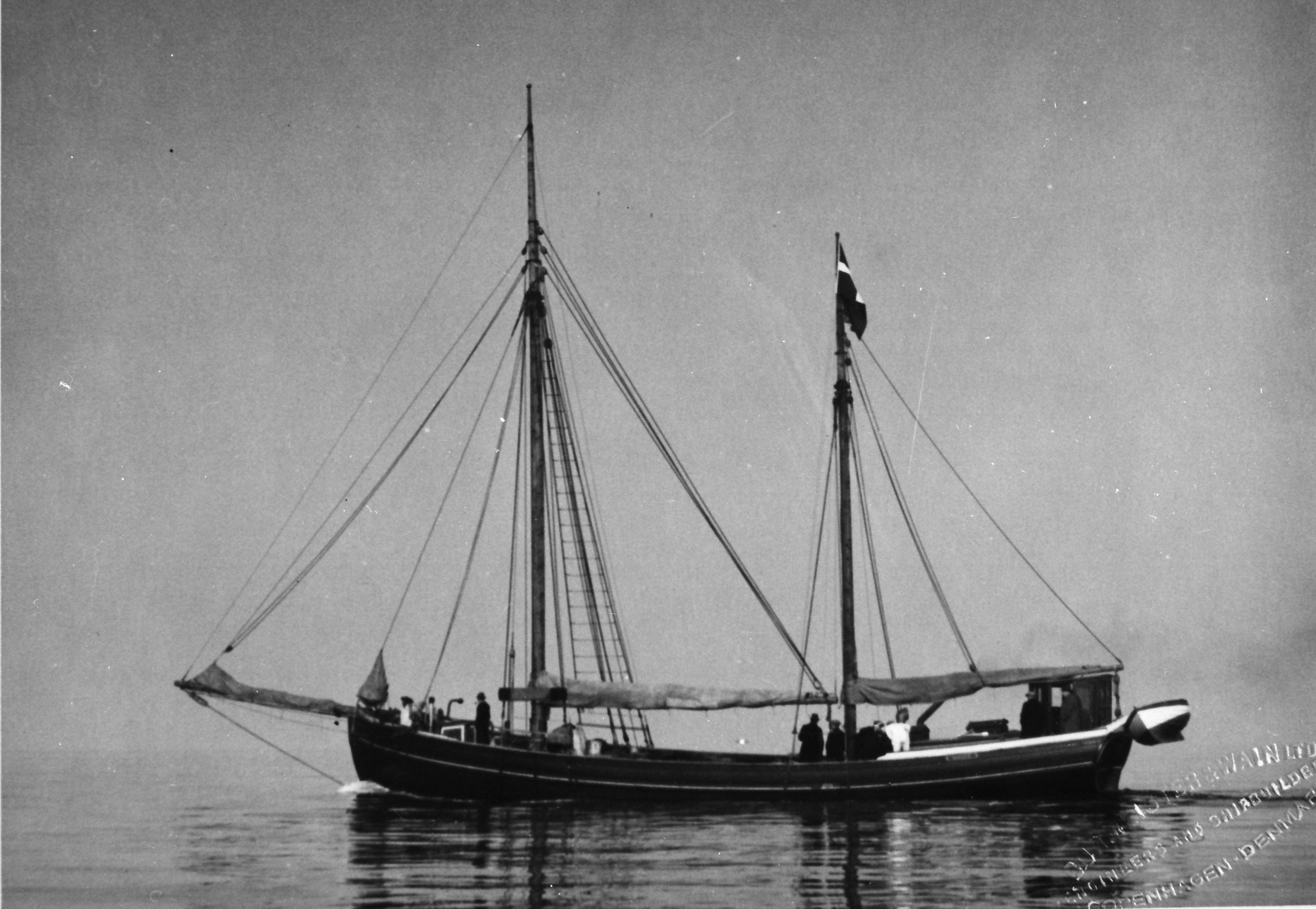
El quetx Marie navegant pel Bàltic als anys 1930

## Història delMarie[calcitació]

El quetx Johanne Regina, en reparació, ancorat en el moll Eling, de Totton (Southampton), el desembre de 1969

L'any 1929 la drassana de Carl Andersen, àlies Jolle (barqueta), de Faaborg (Dinamarca), per encàrrec de l'armador Christian Poulsen Jensen, va construir un quetx que va ser batejat com a Marie. En aquella època el cabotatge era un bon negoci, cosa que va permetre a l'armador de demanar unes característiques especials en la construcció del seu vaixell. La quilla es va fer d'una sola peça del millor roure i no pas de dues com era habitual. Igualment, les quadernes i les traques també es van fer de roure. També s'hi va instal·lar un motor d'un cilindre de la marca Vølund, de disseny i construcció danesos. Tanmateix, per por que les seves excessives vibracions acabessin desballestant el vaixell, al cap d'un any el propietari el va fer canviar per un altre de la mateixa marca però de dos cilindres i de 80 cavalls de potència.
L'armador, Christian Poulsen Jensen, pertanyia a una família de tradició marinera que es dedicava al transport de fruita, hortalisses i patates, cosa que li va valdre el sobrenom de Kartoffel Jensen. En els seus primers deu anys, doncs, el Marie es va dedicar al cabotatge, principalment entre els ports de Rudkøbing, on tenia establerta la base, i Copenhaguen.
El 1939, Christian Poulsen Jensen va vendre el Marie al seu germà Richard, que el va rebatejar com a Johanne. En els anys següents, a causa de la situació econòmica creada per la Segona Guerra Mundial, el quetx va ampliar el cabotatge a la resta de Dinamarca i també a Suècia, Alemanya i el Bàltic en general, per transportar blat, ordi, ciment, carbó i torba. El 1942 Richard Poulsen Jensen va cedir el Johanne a Niels Christian Pils i el 1952 el va tornar a recuperar.
Acabada la guerra, la construcció de ponts entre les illes daneses i la millora de la xarxa viària van estendre el transport per carretera. Al mateix temps els ferris també van augmentar la capacitat i el servei. Això va portar el comerç de cabotatge al seu declivi. Per aquesta raó molts vaixells es van començar a vendre a l'estranger. Un d'aquests va ser el Johanne, que, gràcies al seu bon estat de conservació, va ser venut el 1966 a Richard Haman, un militar anglès retirat a Malta, que el va rebatejar com a Johanne Regina.

## Història delJohanne Regina
El 17 de juliol de 1966, el Johanne Regina va salpar del port de Rudkøbing i va patir un greu incident a la boca del riu Elba (Alemanya) pel qual, en un primer moment, va ser donat per perdut per enfonsament. Sortosament, però, va poder arribar al port de Southampton (Anglaterra). I, encara després de patir un incendi en el motor, finalment va atracar al seu port base de Lymington (Anglaterra). Tres anys més tard, el 1969, el Johanne Regina va ser enregistrat a Anglaterra i, incomprensiblement, la matrícula original danesa, que era gravada a la biga principal davant del compartiment del motor, va ser esborrada, cosa que va fer perdre les dades d'aquest registre.
El 1969, John Letton, un jove de 23 anys, va trobar el Johanne Regina abandonat en un moll del Tàmesi, i, per encàrrec d'uns americans que no van acabar complint el seu tracte, el va comprar i el va dur al Carib. Allà va establir la base a Charlotte Amalie, la capital de l'illa de Saint Thomas, antiga colònia danesa i ara una de les tres Illes Verges americanes. Durant pocs anys el quetx es va dedicar al comerç per les mars caribenyes fins que John Letton el va permutar per un apartament a Miami. El nou armador va continuar el transport marítim, segons es diu, dedicat al contraban de narcòtics.
El 1973 el Johanne Regina estava abandonat i mig enfonsat en un racó de la zona portuària de Saint John's, la capital d'Antigua. Tot i que el motor ja no funcionava i l'obra viva estava tota corcada, una empresària de l'illa, Edith Matthew, el va comprar, el va fer reparar mínimament, va substituir l'antic motor Vølund per un General Motors i el va rebatejar de nou amb el seu propi nom, Edith M. Però el transport de mercaderies que va emprendre juntament amb els seus fills com a tripulants no va resultar gens rendible a causa de l'elevat cost de manteniment i de la poca fiabilitat del quetx. De manera que, al cap de pocs mesos, l'abril de 1974 el va vendre a Edward Allcard, conegut navegant en solitari i arquitecte naval anglès.
Edward Allcard i la seva muller, Clare, li van restituir el nom de Johanne Regina, el van restaurar i el van convertir en la seva llar, on van viure amb la seva filla Katy. El 1975, acabada la restauració, el quetx va travessar l'oceà Atlàntic un altre cop, des de Puerto Rico fins a Falmouth (Anglaterra). El vaixell va ser llavors registrat un altre cop al Regne Unit.

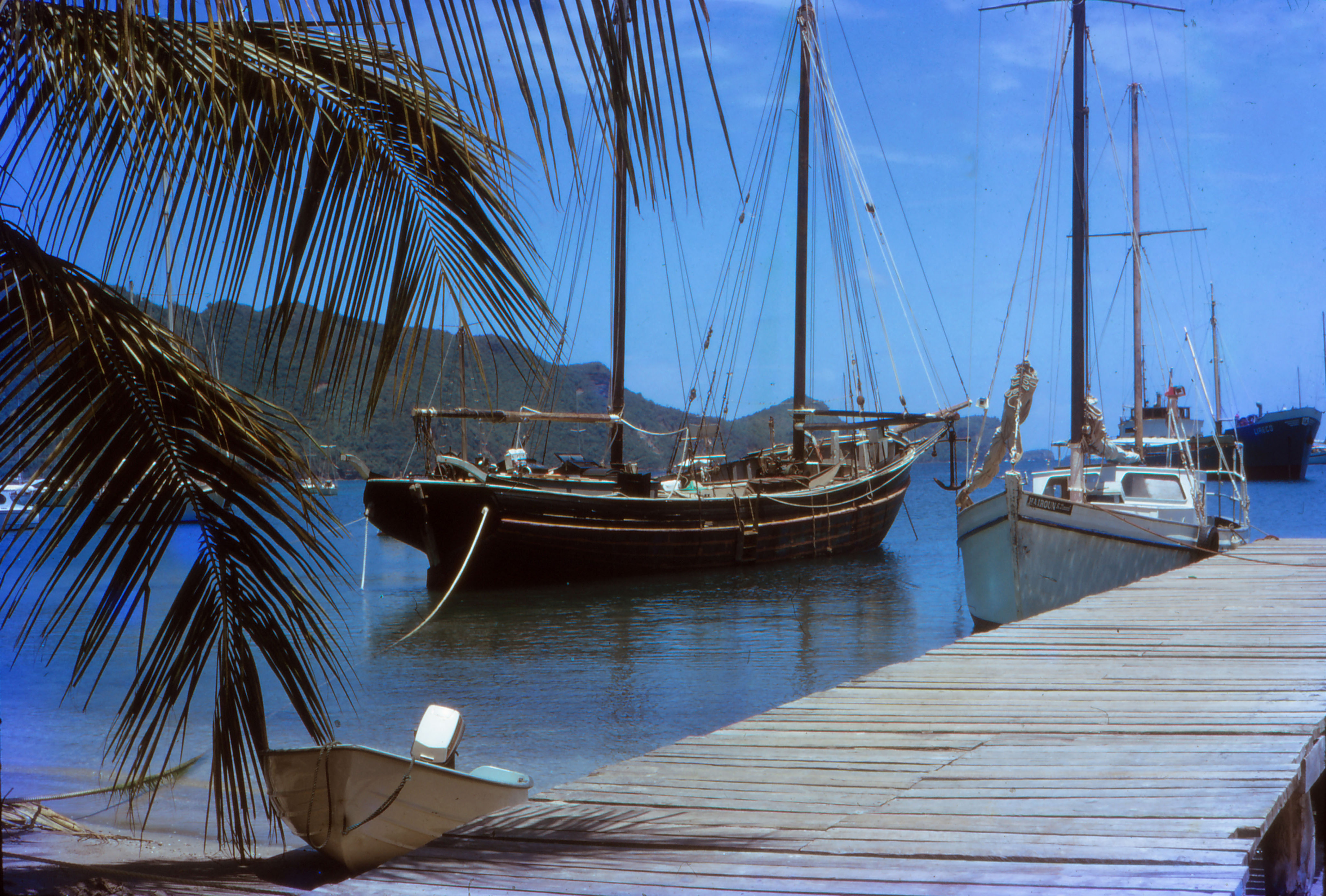
El quetx Johanne Regina acorat al port de Bèquia (Illes Grenadines)

El 1976, la família Allcard va navegar amb el Johanne Regina, a través del canal de Kiel, fins a Dinamarca, per visitar els ports originaris del vaixell, Faaborg i Rudkøbing. Allà van poder conèixer el fill del constructor Carl Jolle Andersen, la vídua del primer armador Christian Poulsen Jensen, l'antic capità Niels Pils i també el capità del port de Rudkøbing, Emil Gotfredsen. A més a més, van visitar el Museu Marítim de Troense. D'aquestes coneixences i visites, els Allcard en van poder obtenir tota la informació històrica del quetx, que després Edward Allcard va publicitar en el seu article ja citat i la seva muller, Clare Allcard va narrar en el seu relat de viatges A gypsy life.
Al llarg de 34 anys i sempre acompanyats per tripulants que oferien la seva feina a canvi de la manutenció i del viatge, van navegar per l'Atlàntic, la Mar del Nord, el Bàltic, la Mediterrània, la Mar Roja, l'oceà Índic en viatges que els van portar a visitar 23 països, des de les Antilles passant per Europa fins al sud-est d'Àsia. Finalment, el 1996 els Allcard van decidir de canviar radicalment de vida. Van tornar a Europa, van fondejar el Johanne Regina primer a Moraira, després a L'Hospitalet de l'Infant i, per acabar, a Torredembarra com a port de base i ells es van establir a la Massana (Andorra). Durant els deu anys següents van estar vivint entre els dos llocs, fins que van decidir de posar el vaixell a la venda.

## Història delCiutat Badalona
El 2006, quan el Johanne Regina ja portava anys al port de Torredembarra, un grup de ciutadans badalonins entusiastes de la vida marinera van veure l'ocasió de comprar-lo per convertir-lo en vaixell escola i símbol de la ciutat de Badalona. A proposta seva, l'Ajuntament de Badalona, per mitjà de la societat Marina Badalona, va comprar el veler a la família Allcard (Edward ja tenia 92 anys). Després de la compra el Johanne Regina va fer la travessia fins al port de Badalona, que va ser a partir de llavors la seva nova base.
Allà, amb l'objectiu de poder dur a terme una nova restauració, de trobar una tripulació estable per poder navegar amb seguretat i també per aconseguir un retorn didàctic i cultural per a la ciutat, el grup inicial va crear l'Associació d'Amics del Quetx Ciutat Badalona, que s'encarrega, en règim de voluntariat, de mantenir el quetx, de formar-ne la tripulació, de promoure la navegació a vela i d'organitzar-ne actes divulgatius. L'Associació d'Amics del Quetx Ciutat Badalona es va registrar oficialment el març de 2011. El quetx va ser rebatejat com a Ciutat Badalona i, finalment, el 2011, un cop renovada tota la documentació per poder navegar, va ser novament presentat oficialment al Saló Nàutic Internacional de Barcelona, celebrat del 5 al 13 de novembre d'aquell any.
Actualment, el quetx, com a representant i ambaixador de Badalona, participa habitualment en esdeveniments de difusió de la navegació tradicional i de conservació de les embarcacions històriques vives d'arreu de la Mediterrània. El Ciutat de Badalona ofereix regularment jornades de portes obertes, navegacions costaneres per a tota mena de públic interessat, casals infantils i altres activitats. També va participar en la Regata de Velers d'Altura de la Mediterrània (Mediterranean Tall Ships Regatta).

## Galeria d'imatges delCiutat Badalona

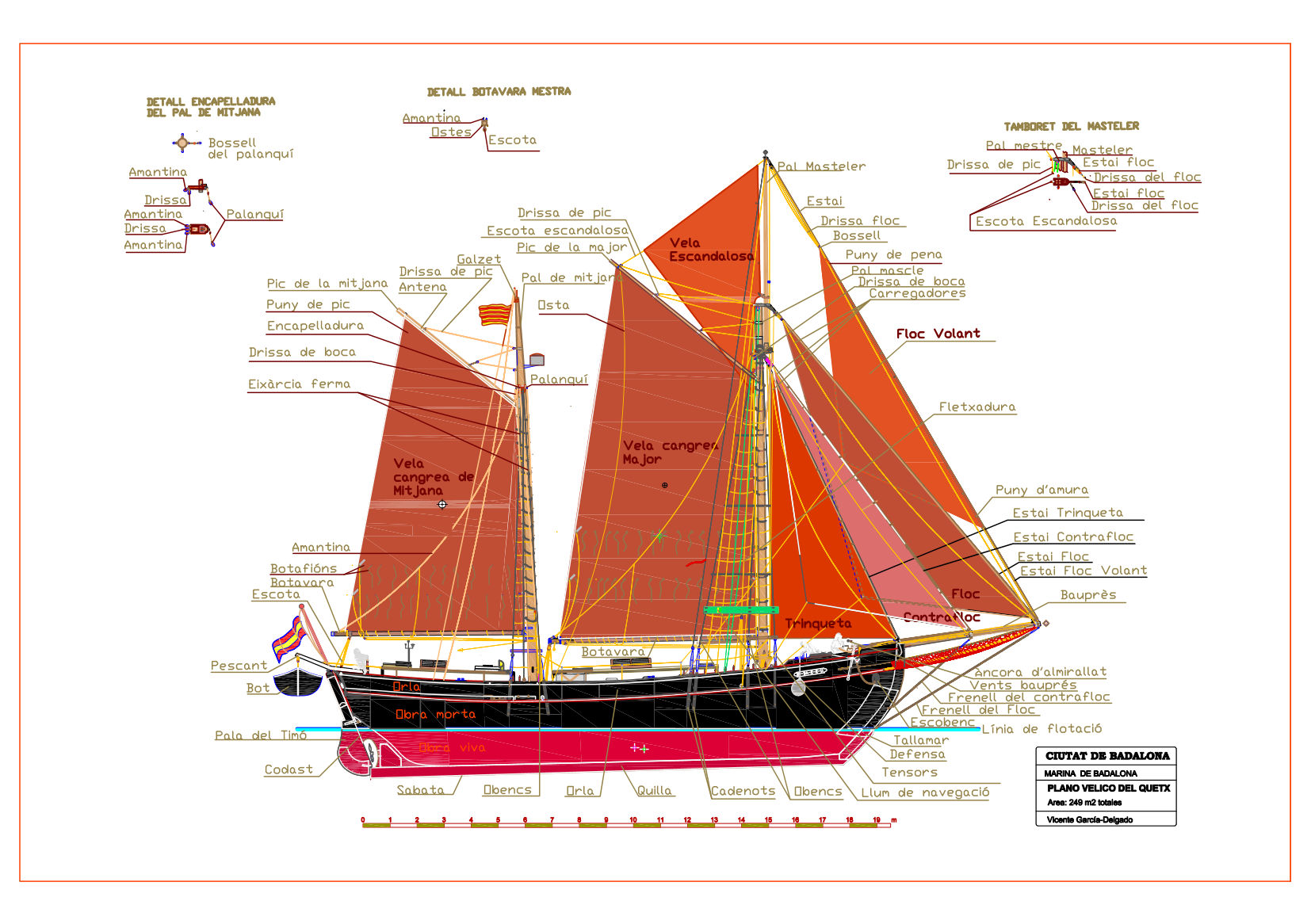
Plànol vèlic del Ciutat Badalona
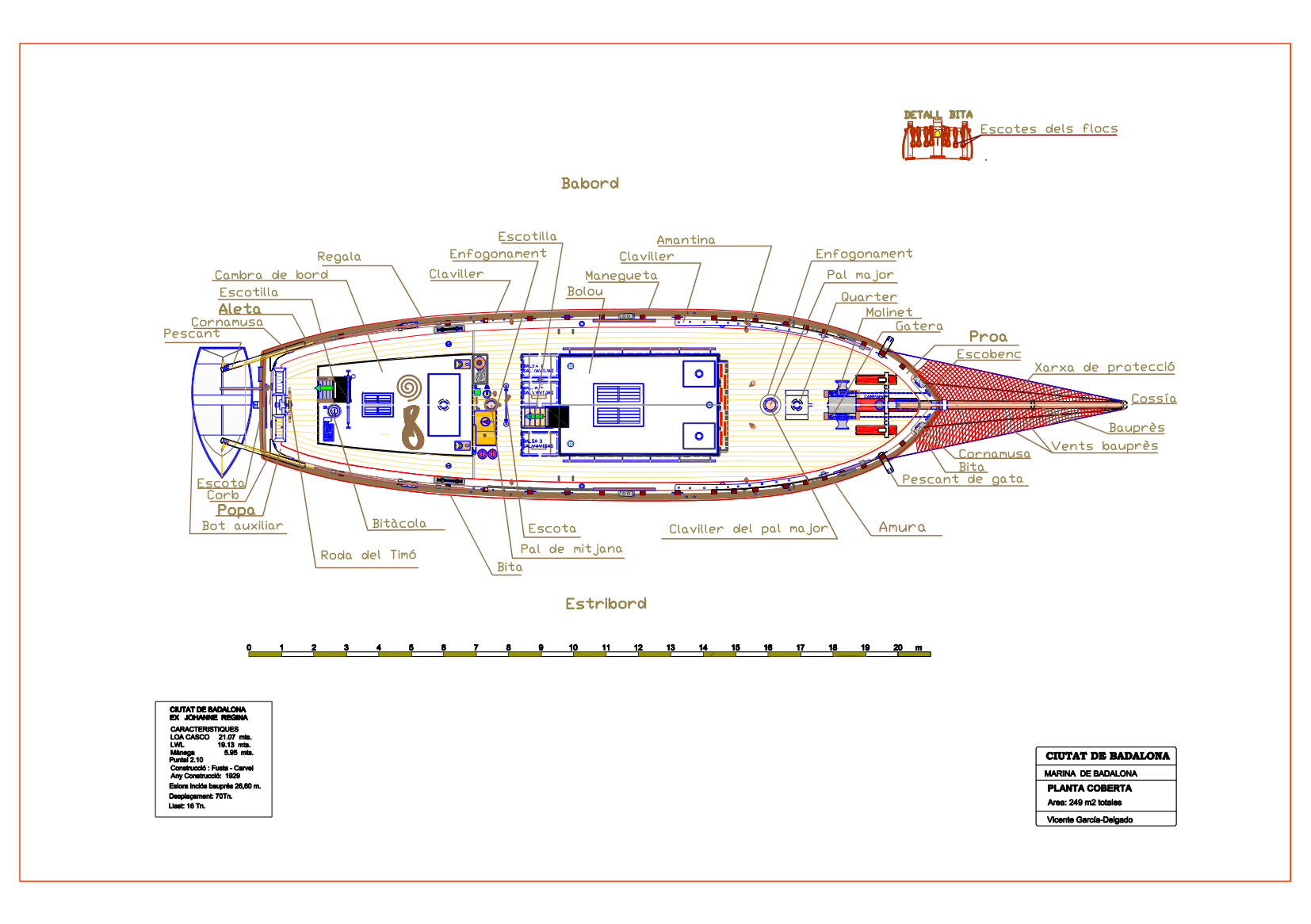
Plànol de la coberta del Ciutat Badalona
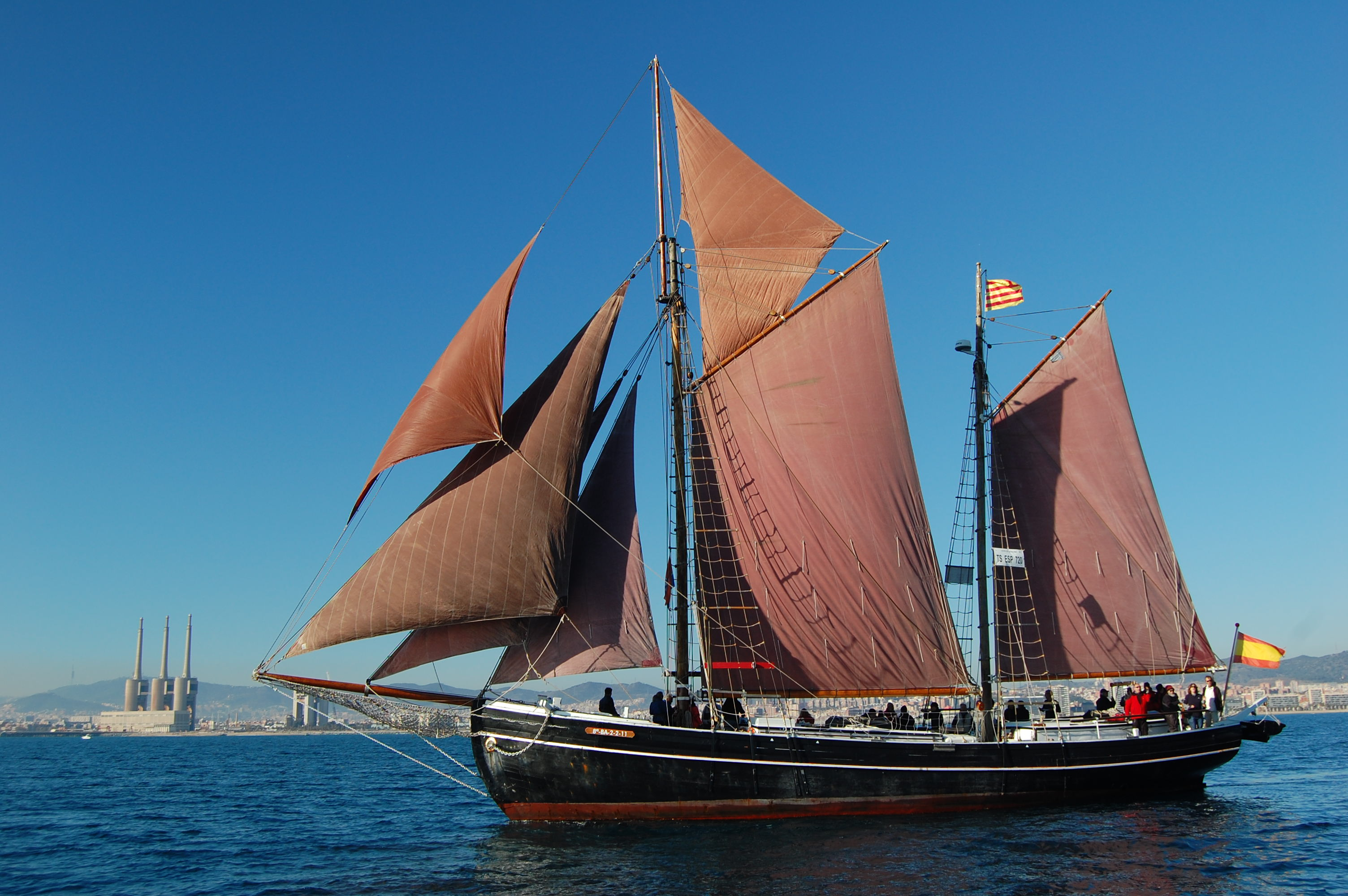
El quetx Ciutat Badalona amb tot l'aparell desplegat davant la costa de Badalona.
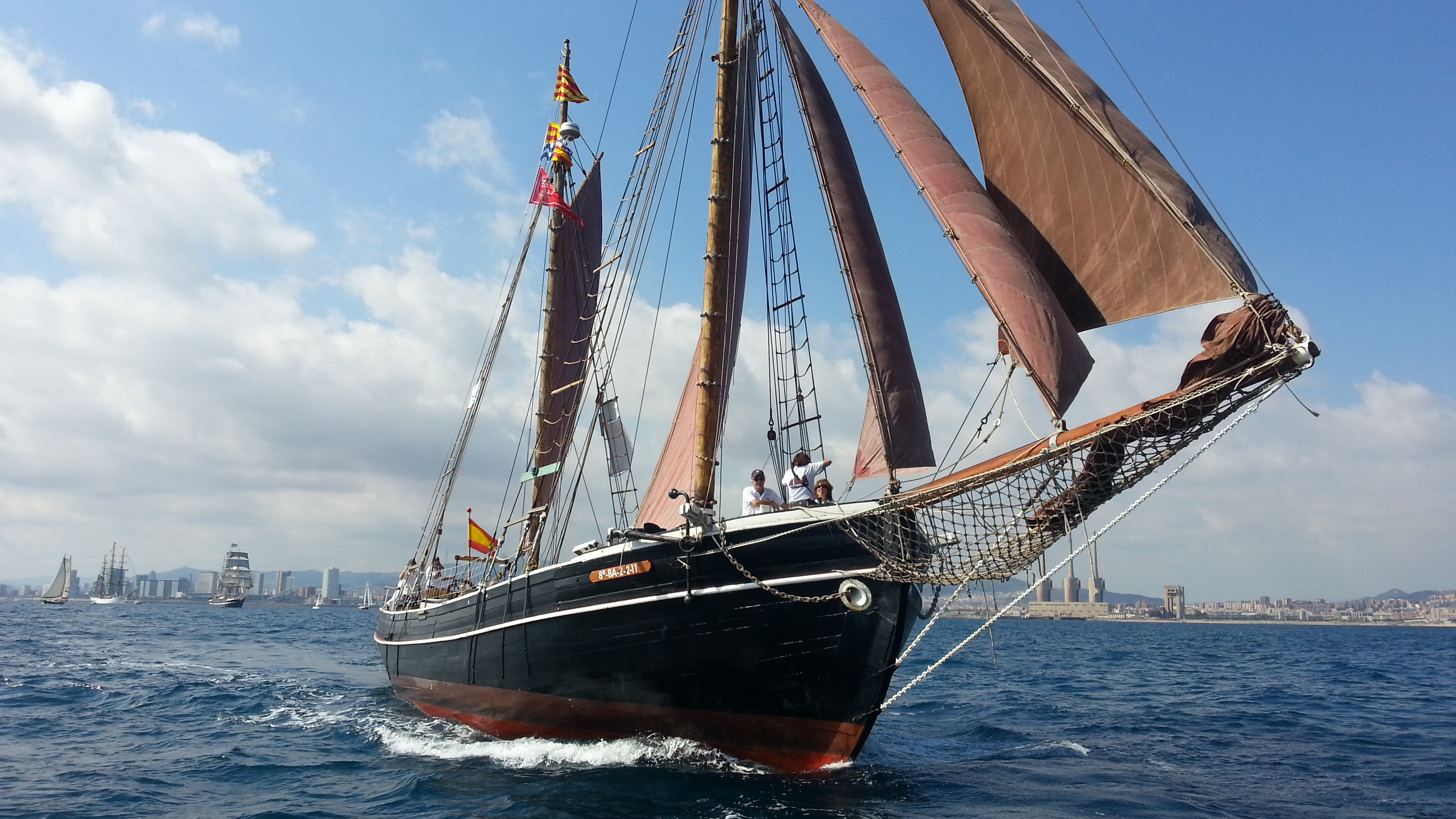
El quetx Ciutat Badalona en la sortida de la Mediterranean Tall Ships Regatta, setembre de 2013.
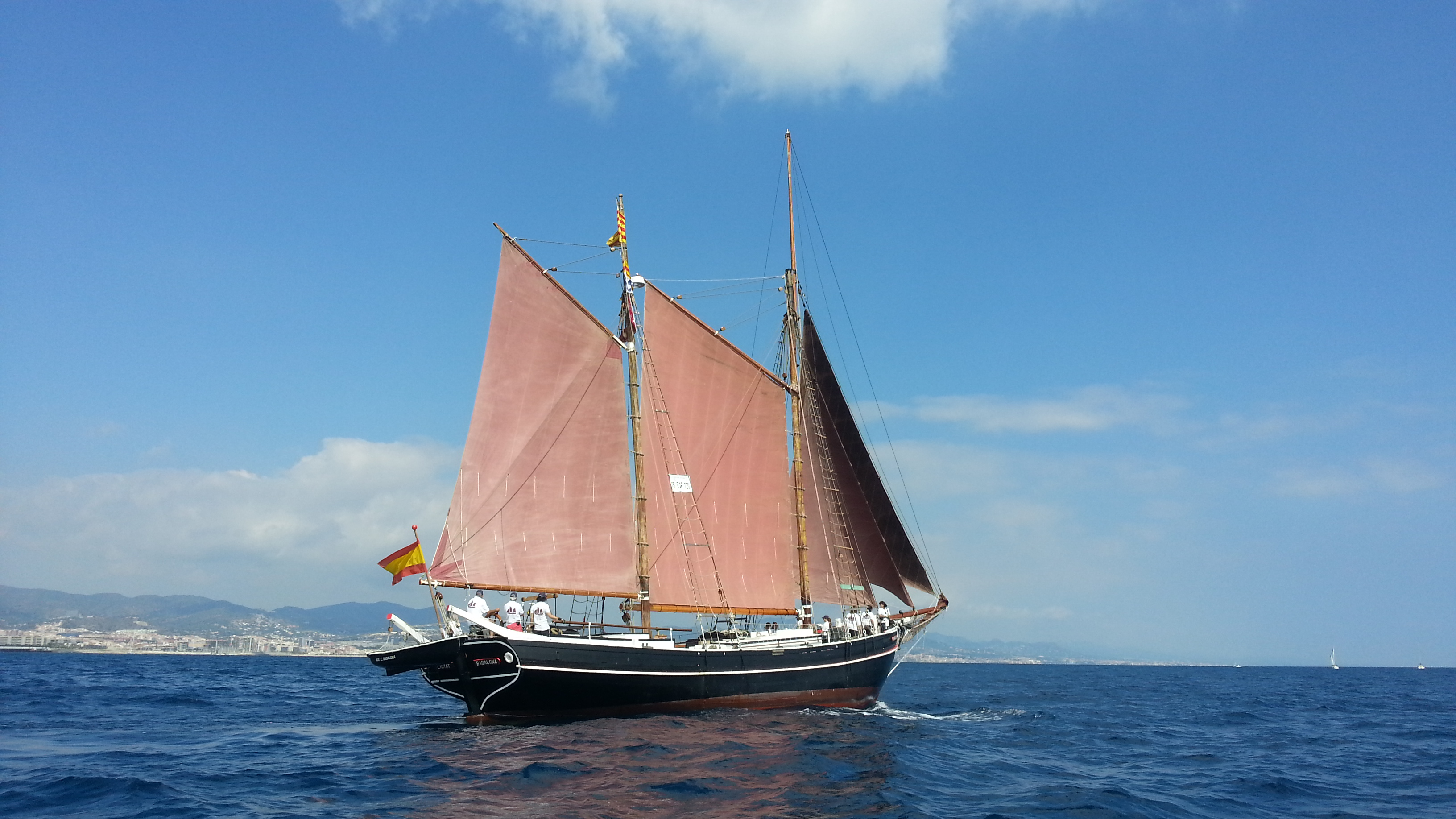
El quetx Ciutat Badalona en rumb cap a Toló davant la costa de Badalona durant la Mediterranean Tall Ships Regatta, setembre de 2013.
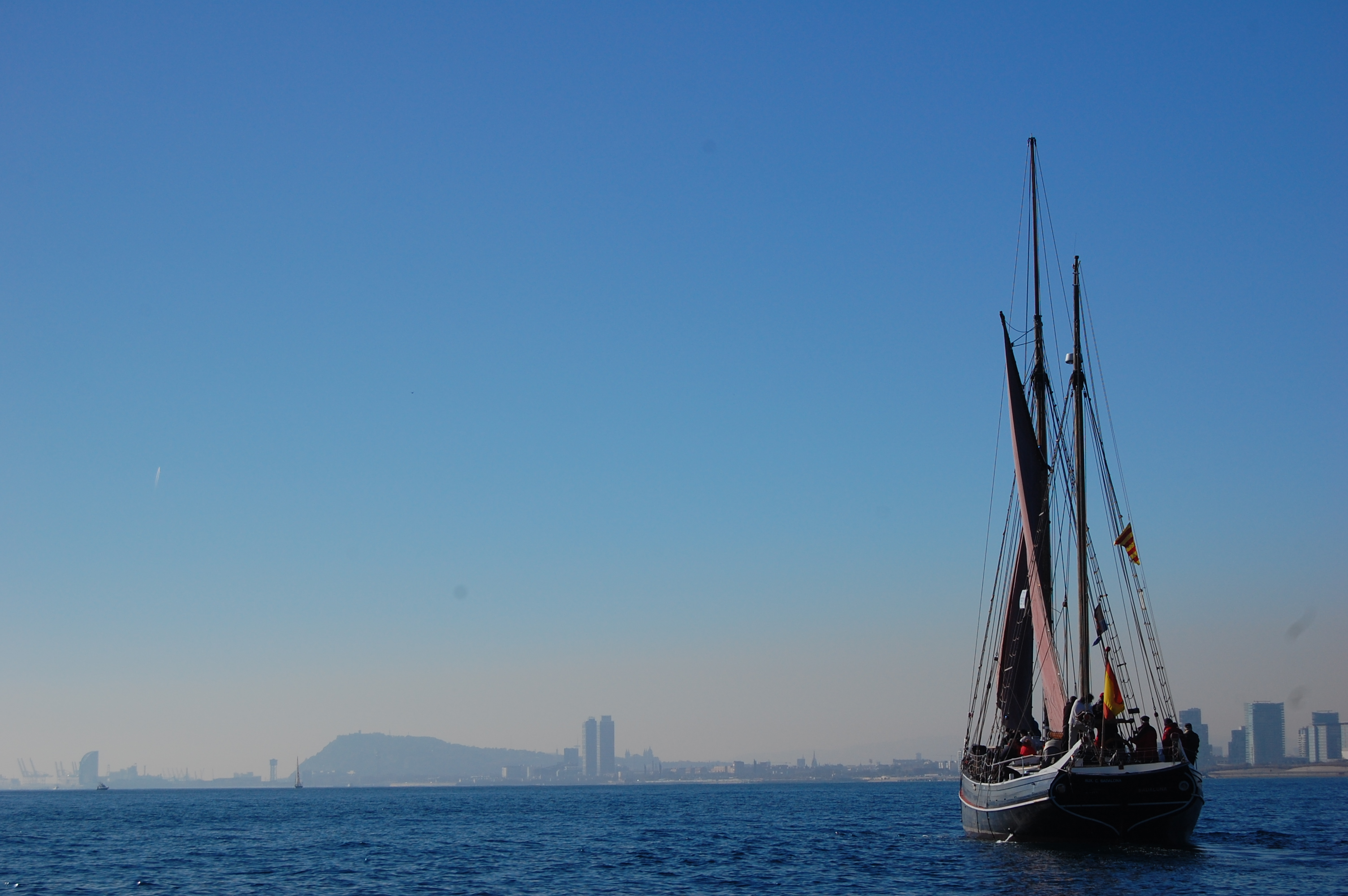
El quetx Ciutat Badalona navegant en calma cap al port de Badalona. Al fons Barcelona i Montjuïc.
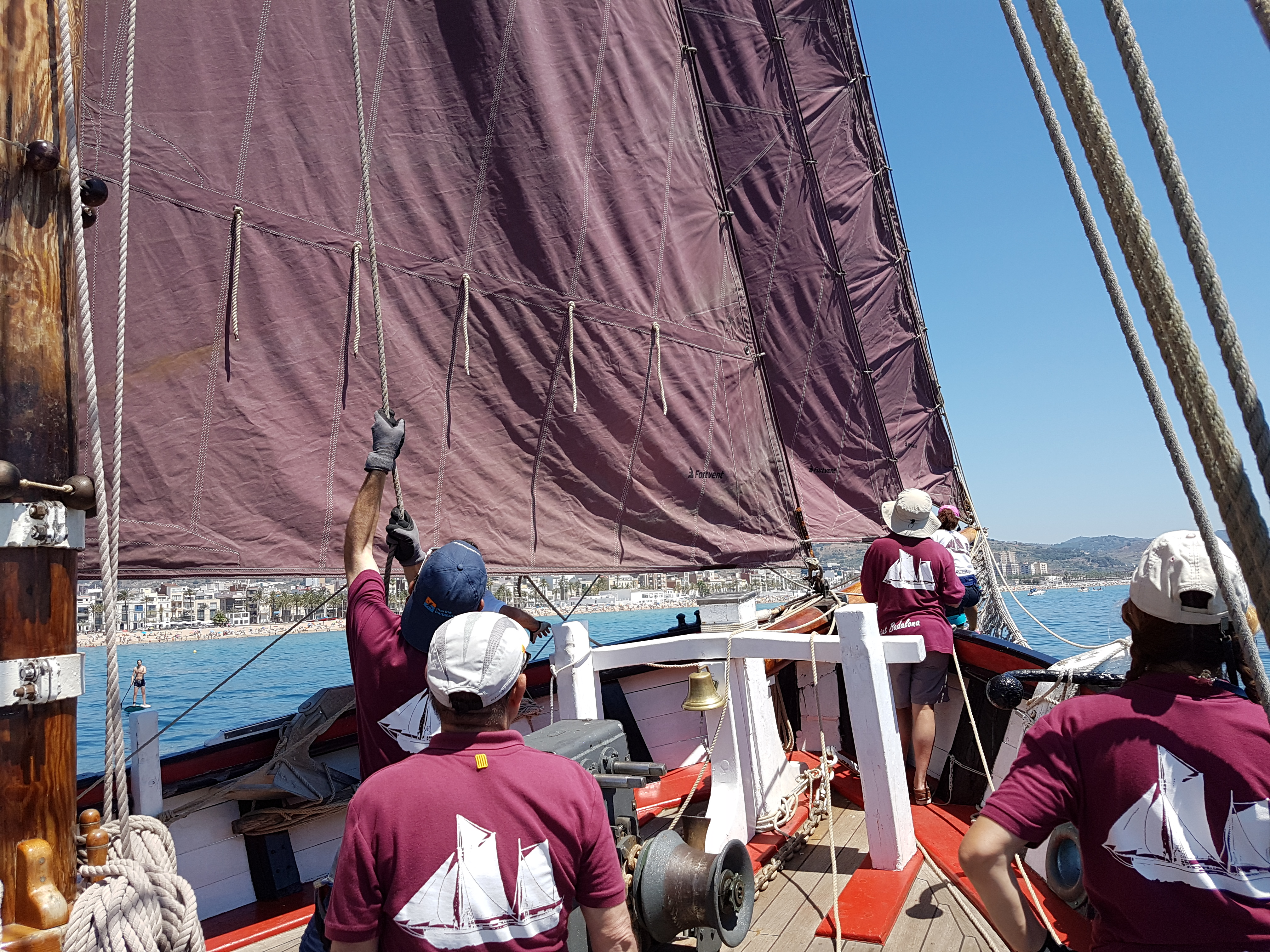
La tripulació del quetx Ciutat Badalona hissant els flocs.
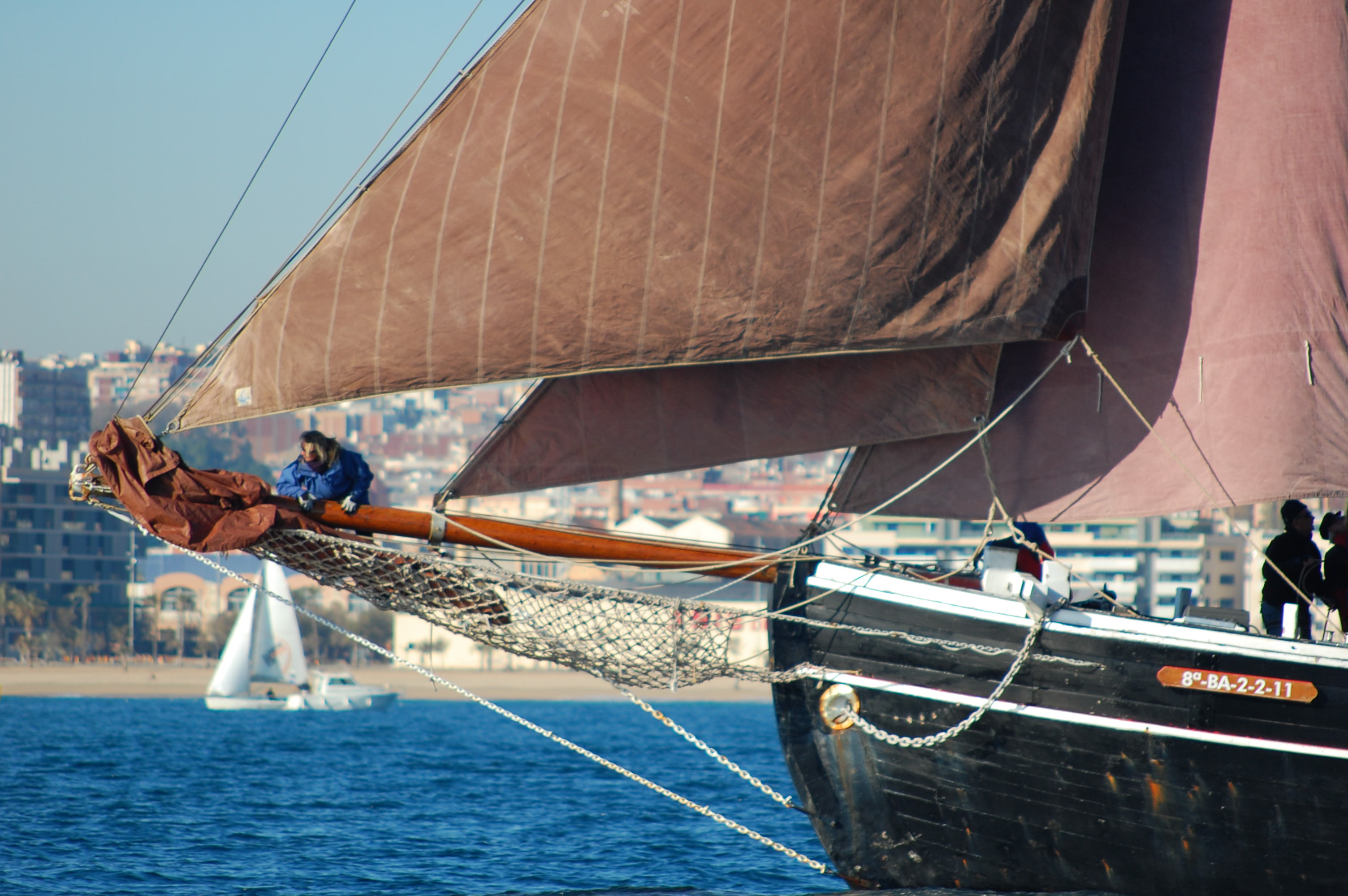
Una marinera del quetx Ciutat Badalona maniobrant des del botaló.
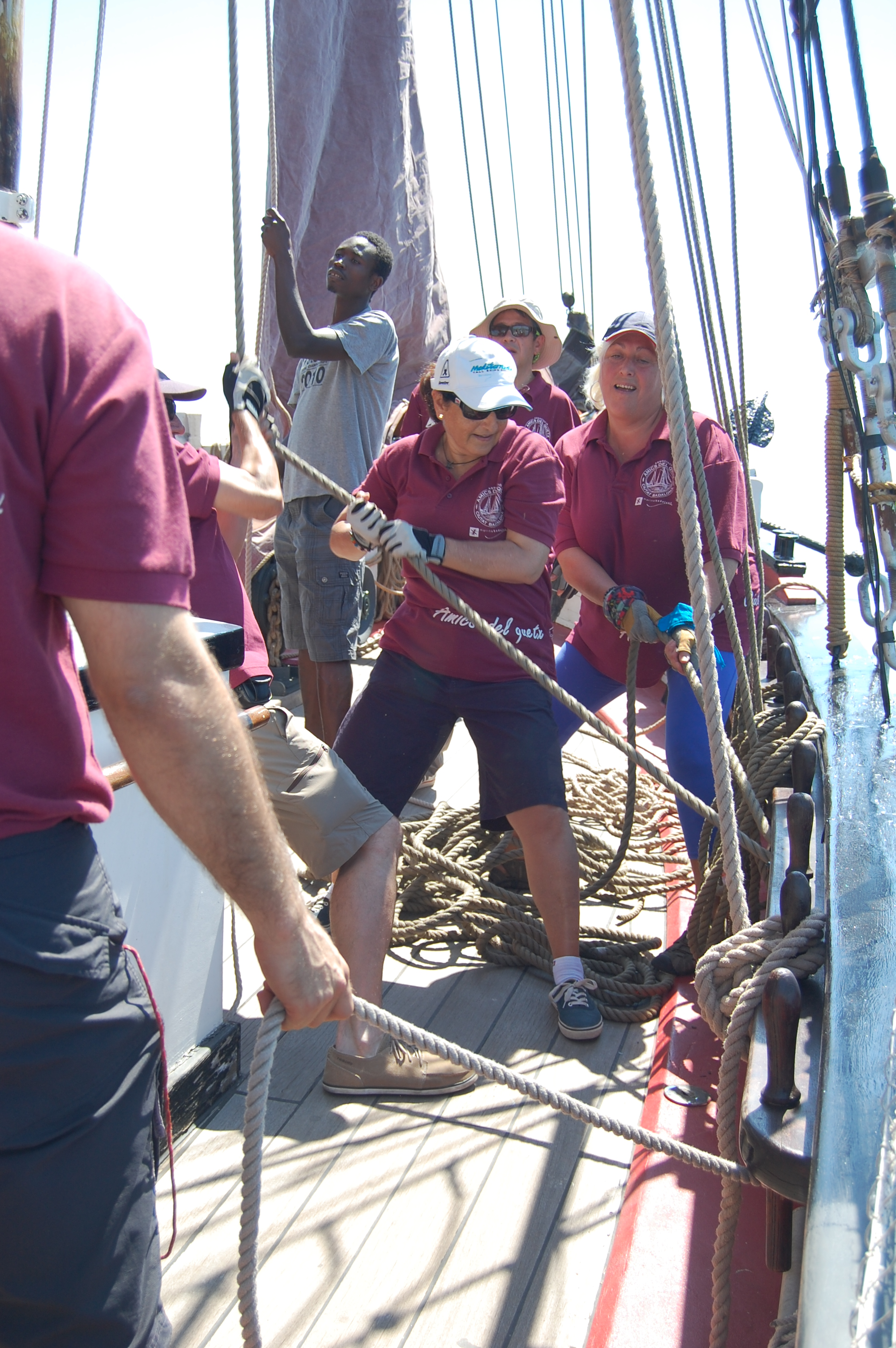
La tripulació del quetx Ciutat Badalona hissant la cangrea major.
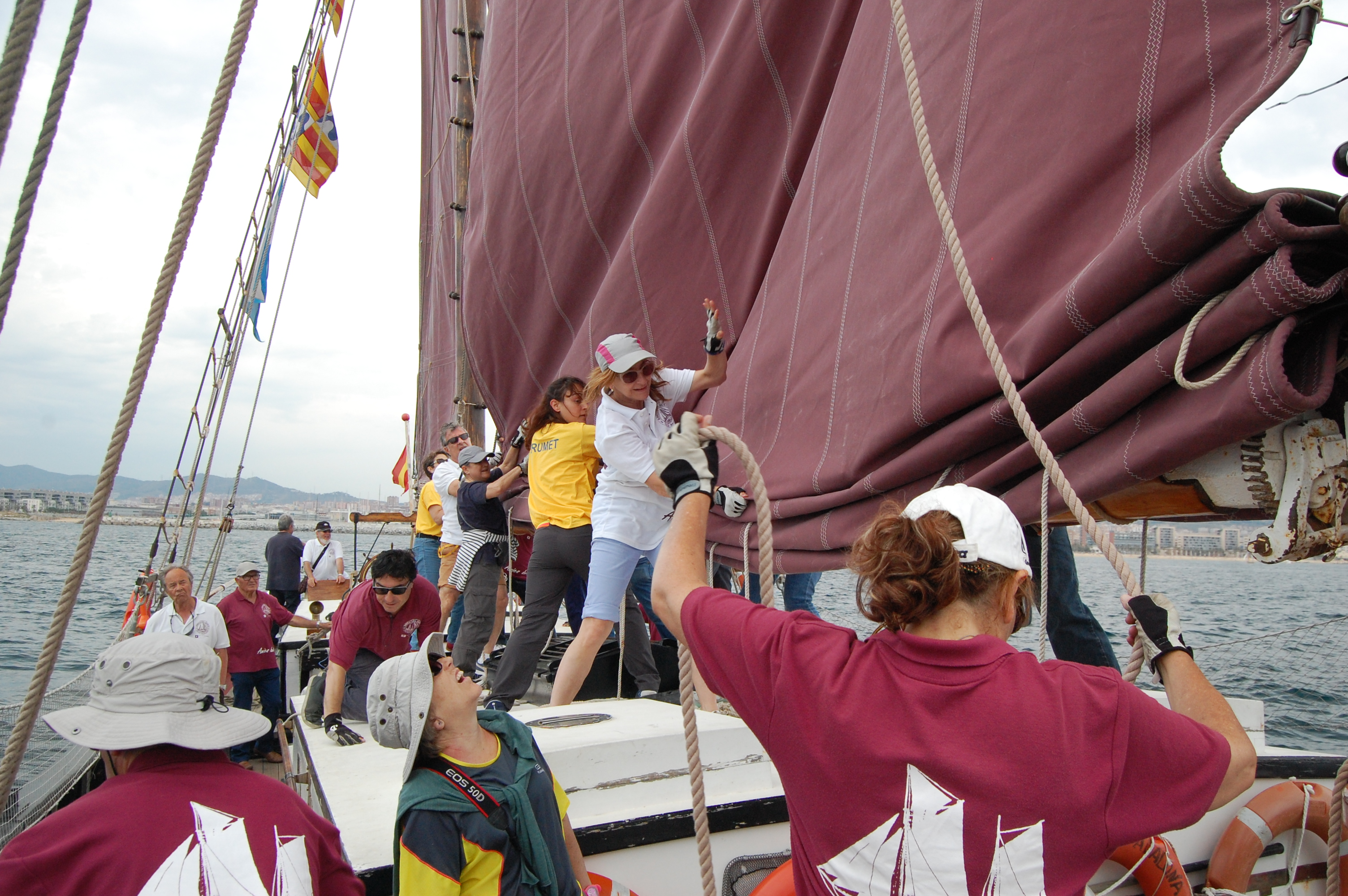
La tripulació del quetx Ciutat Badalona maniobrant per arriar la cangrea major.
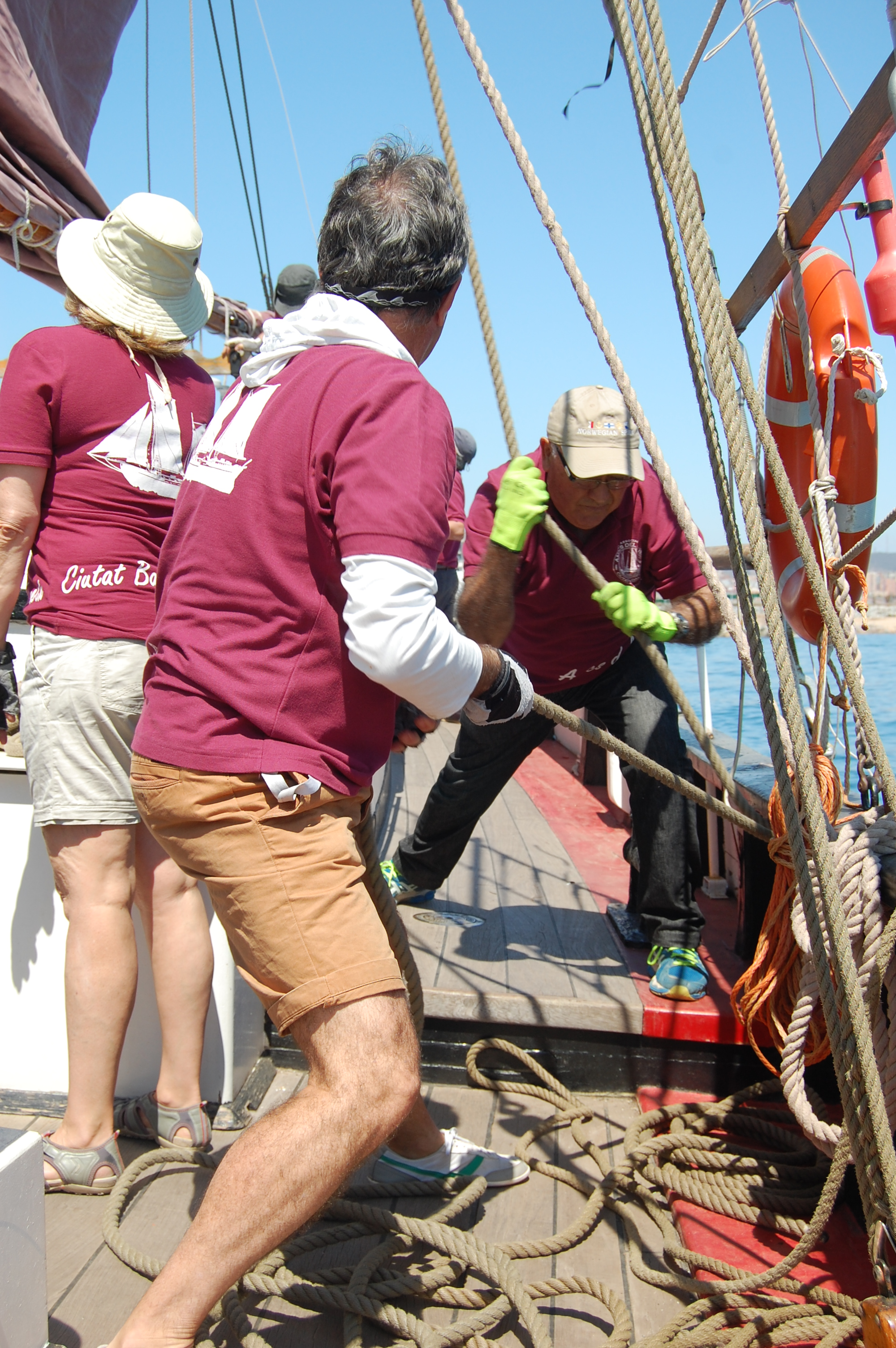
La tripulació del quetx Ciutat Badalona hissant la cangrea de messana.
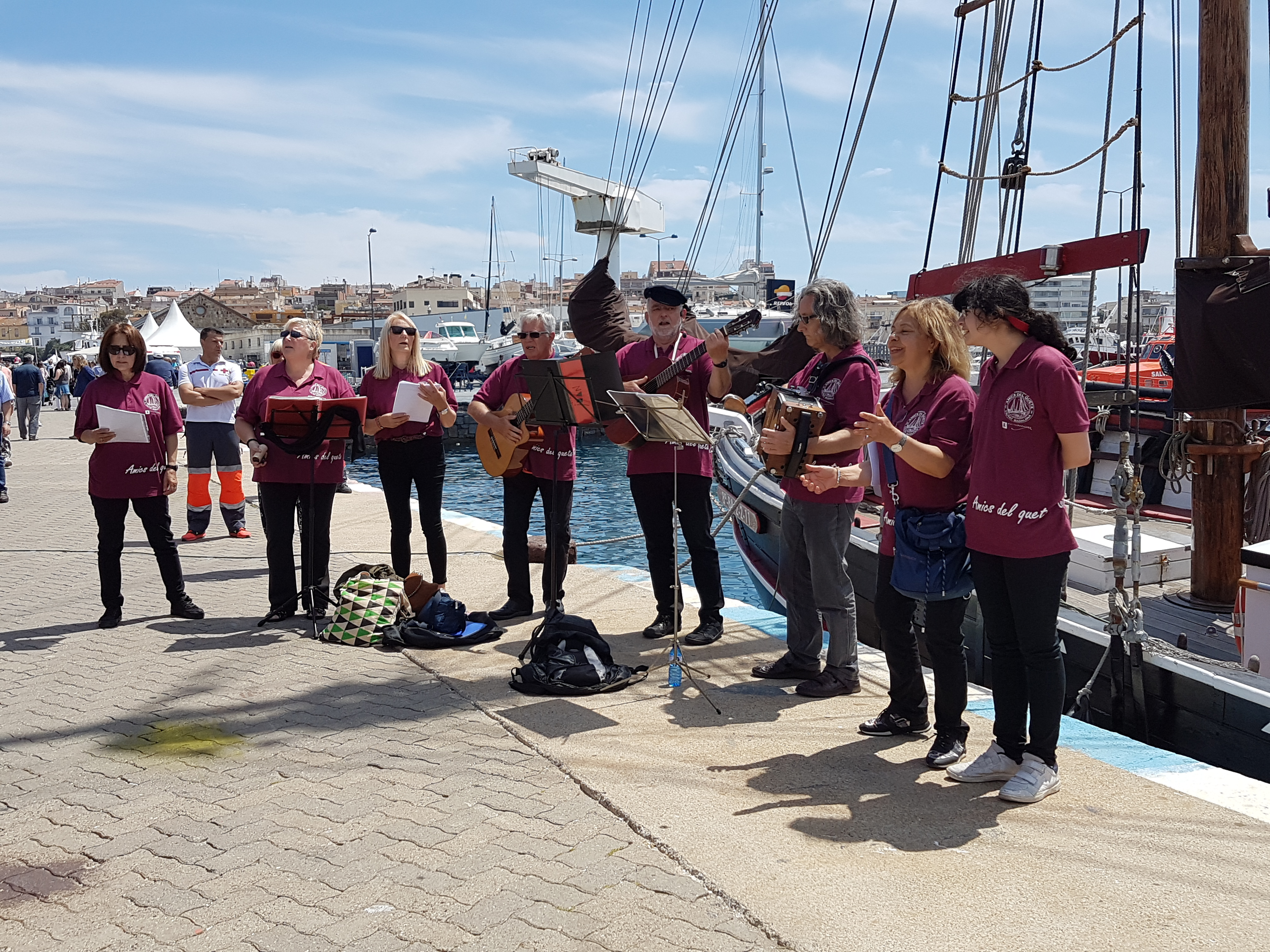
El grup Cantaquetx, format per tripulants del quetx Ciutat Badalona, cantant havaneres davant del veler al port de Palamós, maig de 2017.